# Мазное (Недригайловский район)
Мазное (укр. Мазне) — село,
Терновский поселковый совет,
Недригайловский район,
Сумская область,
Украина.
Код КОАТУУ — 5923555606. Население по переписи 2001 года составляло 15 человек .

## Географическое положение
Село Мазное находится на берегу реки Биж,
выше по течению на расстоянии в 0,5 км расположено село Шматово,
ниже по течению на расстоянии в 0,5 км расположено село Чемодановка.
Рядом проходят автомобильная дорога Т-2504 и Т-1917.